# LibraryThing
LibraryThing è un'applicazione web creata nell'agosto 2005 dal programmatore statunitense Tim Spalding allo scopo di immettere e condividere cataloghi di libri e i metadati ad essi relativi. È destinata a privati, scrittori, biblioteche e case editrici.

## Storia
La pagina web di LibraryThing è stata resa pubblica il 29 agosto 2005; nel primo mese di attività aveva oltre 4000 utenti. Nel maggio 2006 una quota del 40% della società venne acquistata da AbeBooks (ora di proprietà di Amazon). Nel tempo diverse nuove funzionalità si sono aggiunte a quelle di base: un programma specifico per gli scrittori, chiamato "LibraryThing Authors" (maggio 2006), un sistema di forum e un database di informazioni di struttura wiki curato dagli stessi utenti chiamato "WikiThing" (settembre 2007), suggerimenti di lettura generati automaticamente sulla base di libri già posseduti. Alla fine di giugno 2006, LibraryThing rimase vittima del cosiddetto "effetto Slashdot" quando venne citata in un articolo del Wall Street Journal: i gestori del sito si videro costretti ad aggiungere nuovi server per far fronte all'aumento esponenziale del traffico. Nell'ottobre 2006 il fondatore Tim Spalding intervenne alla Fiera del libro di Francoforte per illustrare le caratteristiche del progetto e lanciare la versione in lingua tedesca del sito, www.librarything.de: dal 2006, infatti, la comunità stessa si impegnò, in modalità wiki, a tradurre le varie parti del sito nelle diverse lingue, il che portò all'apertura di domini nazionali (oltre a www.librarything.de, www.librarything.fr, www.librarything.it, ecc.). Nel gennaio 2009 il Cambridge Information Group ha acquisito una quota di minoranza (non resa pubblica) di LibraryThing.
A ottobre 2011 LibraryThing contava più di 1.400.000 utenti e aveva catalogato più di 66 milioni di libri.

## Funzionamento
Fino al 18 marzo 2020, l'iscrizione a LibraryThing era gratuita fino a un massimo di 200 libri inseriti nel proprio profilo utente, mentre per inserirne un numero più elevato era necessario pagare una quota annuale o vitalizia: da questa data tutte le attività sul sito o sull'applicazione sono gratuiti. I dati sui libri vengono ricavati da varie biblioteche attraverso il protocollo Z39.50 (nei formati standard MARC e Dublin Core) e dai sei principali store di Amazon.com. Le biblioteche da cui il sistema trae informazioni sono circa 700, localizzate in tutto il mondo: fra le più importanti, la Library of Congress, la British Library e la biblioteca della Yale University. Per l'Italia, alcune di quelle presenti sono quella dell'Accademia della Crusca e dell'Università Ca' Foscari di Venezia; è inoltre presente tra le fonti la Biblioteca apostolica vaticana. Per cercare un libro è necessario inserirne il codice ISBN, oppure alcune parole chiave come titolo e/o autore. È infine possibile l'inserimento manuale di un libro da parte dell'utente attraverso un apposito form.
L'utente può scegliere le modalità di visualizzazione e presentazione della propria libreria e dispone di varie statistiche (libri letti, media voti, nazionalità degli autori, ecc.). È possibile esportare la propria libreria in un foglio di calcolo da conservare in locale. Ciascuna opera è descritta in un'apposita "scheda" (che riunisce tutte le varie edizioni della stessa nelle diverse lingue, unite assieme dagli utenti stessi) dalla quale, attraverso appositi link, si può accedere a diversi store on line (come Amazon, alibris, ecc.) per acquistarla, ad altre piattaforme che ne ospitano il testo completo se il libro è libero da diritti (come ad es. il progetto Gutenberg), o a siti di scambio come BookMooch o BookSwap in cui possono essere disponibili copie da barattare con altre persone.

### Rapporti con autori e case editrici
Oltre alle interviste spesso presenti nella newsletter mensile ("State of the Thing"), LibraryThing dal maggio 2006 cura il programma "LibraryThing Authors": gli utenti che abbiano pubblicato almeno un libro possono ottenere questa qualifica, a patto di fornire le proprie generalità reali. Sul fronte dei rapporti con le case editrici, il programma "Early Reviewers" prevede che un certo numero di copie di libri di prossima uscita sia distribuito gratuitamente agli utenti iscritti al programma (la selezione avviene in modo casuale per estrazione), a patto che questi poi ne pubblichino una recensione su LibraryThing.

### Iniziative speciali
La comunità di LibraryThing partecipa collettivamente alla costruzione della sezione del sito chiamata "Common Knowledge", che comprende notizie sulle biografie degli autori, sulle trame e i personaggi delle opere, ecc. 
Per Legacy Libraries si intende il progetto in base al quale gruppi di utenti, basandosi su inventari e altre fonti, ricostruiscono, aprendo un "profilo" e una "libreria" su LibraryThing, le biblioteche private di vari personaggi storici, da Benjamin Franklin alla regina di Francia Maria Antonietta, ad esempio, raccogliendo i libri posseduti da queste figure.